# Carpias mossambica
Carpias mossambica är en kräftdjursart som beskrevs av Brian Frederick Kensley och Marilyn Schotte 2002. Carpias mossambica ingår i släktet Carpias och familjen Janiridae.
Artens utbredningsområde är Moçambique. Inga underarter finns listade i Catalogue of Life.